# 尼奇奇河
尼奇奇河（烏克蘭語：Нічич），是烏克蘭的河流，位於該國西部利沃夫州，屬於斯維恰河的左支流，發源自烏希利尼亞以北，流經斯特雷區，河道全長13公里，流域面積28.7平方公里。